# 韋克菲爾德 (北卡羅萊納州)
韋克菲爾德（英語：Wakefield）是位於美國北卡羅萊納州韋克縣的非建制地區，1997年併入澤比倫。

## 歷史
韋克菲爾德的郵局於1826年設立，其後於1929年停運。

## 地理
韋克菲爾德所處的海拔為高於海平面98米（即322英呎），而該地所採用的時區為UTC-5，即北美东部时区（EST）。同時該地設有夏令時間，為UTC-5調快一小時，即UTC-4（EDT）。